# 古川慎 (俳優)
古川 慎（ふるかわ しん〈旧芸名：古川 信興（ふるかわ のぶおき）、古川 信（ふるかわ しん）〉、1944年5月8日 - ）は、日本の男性俳優。希楽星所属。大阪府出身。身長169 cm。体重57 kg。靴のサイズ25 cm。

## 略歴
東宝芸能学校卒業。かつては劇団文化座に所属していた。
当時はダンスは未経験であったが、フジテレビ「SMAP×SMAP」の番組内コーナー「しょうわ時代」に「おやじダンサーズ」のメンバーとしてレギュラー出演していた。また、2009年のフジテレビのテレビドラマ任侠ヘルパーにもレギュラー出演していた。

## 出演

### 映画
- 戦争と人間 第三部（1973年8月11日） - 第二十三師団の兵士 役
- 八つ墓村（1977年10月29日）
- Men's egg Drummers -メンズエッグ・ドラマーズ（2011年7月16日） - ホームレス 役
- DOG×POLICE 純白の絆（2011年10月1日） - 清掃員 役
- パーマネントランド（2012年2月25日） - 藤兵衛 役
- シン・ゴジラ（2016年7月29日）
- ハルチカ（2017年3月4日）
- 昼顔（2017年6月10日）
- あゝ、荒野（2017年10月7日 - 10月21日）
- スマホ拾っただけなのに（2019年4月17日レンタル開始） - チェーンソーじじい / 高橋ケイゾウ 役

### テレビドラマ
- 大河ドラマ（NHK）
  - 樅ノ木は残った 第13話（1970年3月29日） - 宿の下男 役
  - 国盗り物語 第24話（1973年6月17日） - 堅田家家臣 役
  - 勝海舟 第7話 - 第17話（1974年2月17日 - 4月28日） - 久我鬼平 役
  - 風と雲と虹と 第17話（1976年4月25日） - 里人 役
  - 草燃える 第37話（1979年9月16日） - 御家人 役
  - 獅子の時代 第9話（1980年3月2日） - 中年の農民 役
  - 峠の群像 第6話（1982年2月14日） - 太鼓持 役
  - 山河燃ゆ 第39話（1984年9月30日） - 山田 役
  - 春の波涛 第42話（1985年10月20日） - 観客 役
  - 八代将軍吉宗 第33話（1995年8月27日） - 喜右衛門 役
  - 秀吉（1996年）
    - 第4話（1月28日） - 頭領 役
    - 第28話（7月14日）
    - 第40話（10月13日）
    - 第41話（10月27日）
    - 第42話（11月3日）
    - 第48話（12月15日） - おたきの手下 役

  - 花燃ゆ 第42話（2015年10月18日）
- ポーラテレビ小説 花もめん 話数不明（1970年 - 1971年、TBS）
- 無宿侍 第10話（1973年12月8日、フジテレビ）
- 伝七捕物帳 第44話（1974年10月22日、日本テレビ）
- 連続テレビ小説（NHK）
  - マー姉ちゃん 第129話（1979年8月29日） - 製本屋 役
  - あぐり 第10話（1997年4月17日）
  - さくら 第107話（2002年8月2日）
- 任侠ヘルパー 第1話 - スペシャル（2009年7月9日 - 2011年1月9日、フジテレビ） - 豊原 役
- 華麗なるスパイ 第6話（2009年8月22日、日本テレビ） - 爆弾を渡される男 役
- 不毛地帯 第6話（2009年11月19日、フジテレビ） - 会社員 役
- BOSS 2nd season 第1話（2011年4月14日、フジテレビ） - 警官 役
- 塚原卜伝 第4話（2011年10月23日、BS時代劇） - 見学人 役
- 相棒 Season10 第3話（2011年11月2日、テレビ朝日） - 老人 役
- ステップファザー・ステップ 第2話（2012年1月16日、TBS） - 管理人 役
- よその歌 わたしの唄（2013年7月19日、フジテレビ） - 桂葉達三 役
- 鍵のかかった部屋 スペシャル（2014年1月3日、フジテレビ）
- 犯罪心理学教授・兼坂守の捜査ファイル 第2作（2015年7月11日、テレビ朝日） - 路上生活者 役
- スーパーサラリーマン左江内氏 第7話（2017年2月25日、日本テレビ） - 銀行の客 役
- もみ消して冬〜わが家の問題なかったことに〜 第1話（2018年1月13日、日本テレビ） - 患者 役
- 限界団地 第7話 - 最終話（2018年7月21日 - 7月28日、フジテレビ） - 団地の住人 役
- コード・ブルー 特別編 -もうひとつの日常-（2018年7月25日、フジテレビ） - 患者 役
- 銭の捜査官 西カネ子 第2作（2019年2月18日、TBS） - 小野寺潔 役
- ミス・ジコチョー〜天才・天ノ教授の調査ファイル〜 第8話（2019年12月6日、NHK） - マンションの住人 役
- 女系家族 前編（2021年12月4日、テレビ朝日） - 矢島為之助 役
- おもかげ（2023年3月27日、NHK BS4K；2023年5月20日、BSプレミアム） - 番台（現代） 役
- ハヤブサ消防団 第6話（2023年8月24日、テレビ朝日） - 蒲生健次 役

### テレビ番組
- SMAP×SMAP しょうわ時代（2011年8月15日 - 、フジテレビ）